# Казадеро (Каліфорнія)
Казадеро (англ. Cazadero) — переписна місцевість (CDP) в США, в окрузі Сонома штату Каліфорнія. Населення — 298 осіб (2020).

## Географія
Казадеро розташоване за координатами 38°31′41″ пн. ш. 123°6′28″ зх. д. / 38.52806° пн. ш. 123.10778° зх. д. (38.528186, -123.107913).  За даними Бюро перепису населення США в 2010 році переписна місцевість мала площу 18,43 км², з яких 18,43 км² — суходіл та 0,00 км² — водойми.

## Демографія
Згідно з переписом 2010 року, у переписній місцевості мешкали 354 особи в 164 домогосподарствах у складі 89 родин. Густота населення становила 19 осіб/км².  Було 335 помешкань (18/км²).
Расовий склад населення:
| - 89,8 % — білих - 2,0 % — корінних американців - 1,4 % — азіатів - 0,3 % — чорних або афроамериканців - 1,4 % — осіб інших рас |

До двох чи більше рас належало 5,1 %. Частка іспаномовних становила 6,5 % від усіх жителів.
За віковим діапазоном населення розподілялося таким чином: 16,9 % — особи молодші 18 років, 69,3 % — особи у віці 18—64 років, 13,8 % — особи у віці 65 років та старші. Медіана віку мешканця становила 46,7 року. На 100 осіб жіночої статі у переписній місцевості припадало 122,6 чоловіків;  на 100 жінок у віці від 18 років та старших — 117,8 чоловіків також старших 18 років.
Середній дохід на одне домашнє господарство  становив 55 134 долари США (медіана — 41 667), а середній дохід на одну сім'ю — 52 020 доларів (медіана — 42 500). За межею бідності перебувало 11,8 % осіб, у тому числі 15,8 % дітей у віці до 18 років та 0,0 % осіб у віці 65 років та старших.
Цивільне працевлаштоване населення становило 97 осіб. Основні галузі зайнятості: освіта, охорона здоров'я та соціальна допомога — 22,7 %, роздрібна торгівля — 20,6 %, фінанси, страхування та нерухомість — 18,6 %.